# Topaz Lake
Topaz Lake – jednostka osadnicza w Stanach Zjednoczonych, w stanie Nevada, w hrabstwie Douglas.